# CSC 1599 Șelimbăr
Club Sportiv Comunal 1599 Șelimbăr, cunoscut sub numele de 1599 Șelimbăr, sau pe scurt Șelimbăr, este un club de fotbal românesc din Șelimbăr, județul Sibiu, care evoluează în prezent în Liga a II-a. CSC Șelimbăr a fost fondat în 2016, sub numele de Viitorul Șelimbăr pentru a continua tradiția fotbalistică în comună, după dizolvarea vechii echipe, Sevișul Șelimbăr.

## Istoric
1599 Șelimbăr a fost fondat în 2016, sub numele de Viitorul Șelimbăr, de un grup de tineri din comună, coordonați de Nicolae Preuteasa, pentru a continua tradiția fotbalistică în Șelimbăr după dizolvarea vechii echipe, Sevișul Șelimbăr. Echipa de seniori a fost înscrisă direct în Liga a IV-a Sibiu, ocupând locul 6 (2016–17) și 2 (2017–18), înainte de a termina pe primul loc și de a avea șansa de a juca un meci de play-off de promovare.
În play-off-ul de promovare, Șelimbărenii au trecut de CS Gheorgheni (câștigătoarea Liga a IV-a Harghita), 5–3 la general și au promovat pentru prima dată în istoria lor în Liga a III-a, dar și la șase ani după retrogradarea lui Sevișul din acest eșalon.
După două sezoane în al treilea eșalon, Viitorul Șelimbăr a promovat în Liga a II-a, sub comanda lui Florin Maxim. Viitorul este prima echipă din Șelimbăr care a realizat această performanță în istoria comunei din județul Sibiu. În aceeași vară, Viitorul Șelimbăr a fost redenumit ca 1599 Șelimbăr.

## Stadion
1599 Șelimbăr își dispută meciurile de acasă pe Stadionul Comunal din Șelimbăr, județul Sibiu, cu o capacitate de 1.000 de locuri. Începând cu primăvara anului 2019, clubul s-a mutat pe stadionul Măgura din Cisnădie, cu o capacitate de 5.000 de locuri, datorită lucrărilor de renovare și extindere care au început la propriul stadion. În vara anului 2020, Șelimbăr s-a mutat din nou, de data aceasta la Avrig, pe Stadionul Central.

## Palmares
- Liga a III-a:
  - Campioană (1): 2020–21

- Liga a IV-a – Județul Sibiu:
  - Campioană (1): 2018–19
  - Vicecampioană (1): 2017–18

- Cupa României – Județul Sibiu:
  - Campioană (1): 2017–18
  - Vicecampioană (1): 2018–19

## Oficialii clubului
| Rol                       | Nume             |
| ------------------------- | ---------------- |
| Owner                     | Comuna Șelimbăr  |
| Președinte                | Daniel Dicoi     |
| Vice-președinte           | Vasile Bădilă    |
| Director Sportiv          | Septimiu Boancăș |
| Organizator de Competiții | Aurelian Rusu    |
| Administrator de Stadion  | Ioan Curtean     |
| Secretar                  | Liviu Precup     |

| Rol                 | Nume           |
| ------------------- | -------------- |
| Antrenor            | Eugen Beza     |
| Antrenor de Portari | vacant         |
| Antrenor de Fitness | Petru Ojiga    |
| Doctorul Clubului   | Georgeta Motoc |
| Maseur              | Marius Suciu   |

## Parcursul competițional
| Sezon   | Nivel | Divizie     | Loc | Cupa României |
| ------- | ----- | ----------- | --- | ------------- |
| 2025–26 | 2     | Liga a II-a | TBD |               |
| 2024–25 | 2     | Liga a II-a | 13  | Turul trei    |
| 2023–24 | 2     | Liga a II-a | 3   | Play-off      |
| 2022–23 | 2     | Liga a II-a | 13  |               |
| 2021–22 | 2     | Liga a II-a | 8   |               |

| Sezon   | Nivel | Divizie                      | Loc      | Cupa României |
| ------- | ----- | ---------------------------- | -------- | ------------- |
| 2020–21 | 3     | Liga a III-a (Seria a VII-a) | 1 (C, P) |               |
| 2019–20 | 3     | Liga a III-a (Seria a V-a)   | 3        |               |
| 2018–19 | 4     | Liga a IV-a (SB)             | 1 (C, P) |               |
| 2017–18 | 4     | Liga a IV-a (SB)             | 2        |               |

## Lotul actual
La 30 aprilie 2025.
| Nr. |                   | Poziție | Jucător            |
| --- | ----------------- | ------- | ------------------ |
|     | România           | A       | Bogdan Rotar⁠(d)    |
|     | România           | F       | Cătălin Gogor⁠(d)   |
|     | România           | F       | Deniz Giafer⁠(d)    |
|     | Republica Moldova | F       | Vadim Dijinari⁠(d)  |
|     | România           | A       | Cosmin Bucuroiu⁠(d) |
|     | Republica Moldova | M       | Tudor Butucel⁠(d)   |

| Nr. |         | Poziție | Jucător              |
| --- | ------- | ------- | -------------------- |
|     | Croația | F       | Matko Babić⁠(d)       |
|     | România | M       | Lucian Buzan⁠(d)      |
|     | România | M       | Robert Boboc⁠(d)      |
|     | România | M       | Salvatore Marrone⁠(d) |
|     | România | F       | Sorin Șerban         |